# Lanuéjouls
Lanuéjouls (okzitanisch Lanuèjols) ist eine französische Gemeinde mit 761 Einwohnern (Stand: 1. Januar 2022) im Département Aveyron in der Region Okzitanien (vor 2016 Midi-Pyrénées). Sie gehört zum Arrondissement Villefranche-de-Rouergue und zum Kanton Villeneuvois et Villefranchois. Die Einwohner werden Lanuéjoulois genannt. 

## Geografie
Lanuéjouls liegt etwa 31 Kilometer westnordwestlich von Rodez. Umgeben wird Lanuéjouls von den Nachbargemeinden Drulhe im Nordwesten und Norden, Vaureilles im Norden und Nordosten, Privezac im Osten, Compolibat im Südosten und Süden sowie Maleville im Südwesten und Westen.

## Einwohnerentwicklung
| Jahr                       | 1962 | 1968 | 1975 | 1982 | 1990 | 1999 | 2006 | 2019 |
| Einwohner                  | 779  | 822  | 777  | 744  | 650  | 605  | 701  | 723  |
| Quellen: Cassini und INSEE |      |      |      |      |      |      |      |      |

## Sehenswürdigkeiten

Kirche Saint-Baudile

- Kirche Saint-Baudile
- Museum